# Nadezjda Muravjova
Nadezjda Konstantinovna Muravjova (ryska: Надежда Константиновна Муравьёва), född 30 juni 1980, är en rysk tidigare handbollsspelare (högernia).

## Klubbkarriär
Muravjova spelade för den ryska klubben GK Lada oftast som högernia med nr 8. Hon spelade för det ryska landslaget, också mest som högernia.
Nadezjda Muravjova debuterade för Akva Volgograd i den ryska ligan 1996. Hon vann ryska mästerskapet med klubben 1999, 2000 och 2001. När hon blev tvåa 2002 bytte hon till den nya mästaren GK Lada. Hon vann ryska mästerskapet 2003, 2004 och 2005 med Lada. Efter det missade hon hela säsongerna 2005–2006 på grund av att hon var gravid och födde barn. Efter återkomsten gick hon till final i Champions League 2007 men förlorade. 2012 vann hon EHF-cupen med Lada. Efter säsongen 2014–2015 avslutade hon sin karriär.

## Landslagskarriär
Nadezjda Muravjova har spelat 167 landskamper för det ryska landslaget. Med Ryssland blev hon världsmästare i Italien 2001, i Frankrike 2007 och i Kina 2009; Hon tog brons i EM 2000. Hon missade VM 2005 på hemmaplan och EM i Sverige 2006. Vid EM 2008 vann hon bronsmedaljen och utsågs till turneringens bästa försvarare. 2012 deltog hon i OS i London. Sista mästerskapet blev EM 2012.